# Nokereberg
Le Nokereberg est une côte des Ardennes flamandes située dans la section de Nokere faisant partie de la commune de Kruisem dans la province belge de Flandre-Orientale. .

## Cyclisme
La pente assez courte (350 mètres) et régulière est entièrement constituée de pavés. Elle commence en face da la maison sise au no 42 de la Nokeredorpstraat et se termine au carrefour de cette rue avec la Waregemsestraat. La déclivité moyenne est de 5,7 % et la partie la plus pentue est de 7 %.
Le Nokereberg est surtout connu pour son ascension cycliste lors des classiques et semi-classiques flandriennes et plus particulièrement lors de la Nokere Koerse où elle est franchie à plusieurs reprises et où est tracée la ligne d'arrivée. 
La côte a déjà été gravie à plusieurs reprises lors du Tour des Flandres (2003, 2008, 2011 et 2012). Elle est également souvent incluse dans Kuurne-Bruxelles-Kuurne, À travers les Flandres et le Circuit Het Nieuwsblad féminin.
La montée est également incluse dans la boucle jaune du parcours cycliste touristique Ronde van Vlaanderenroute.

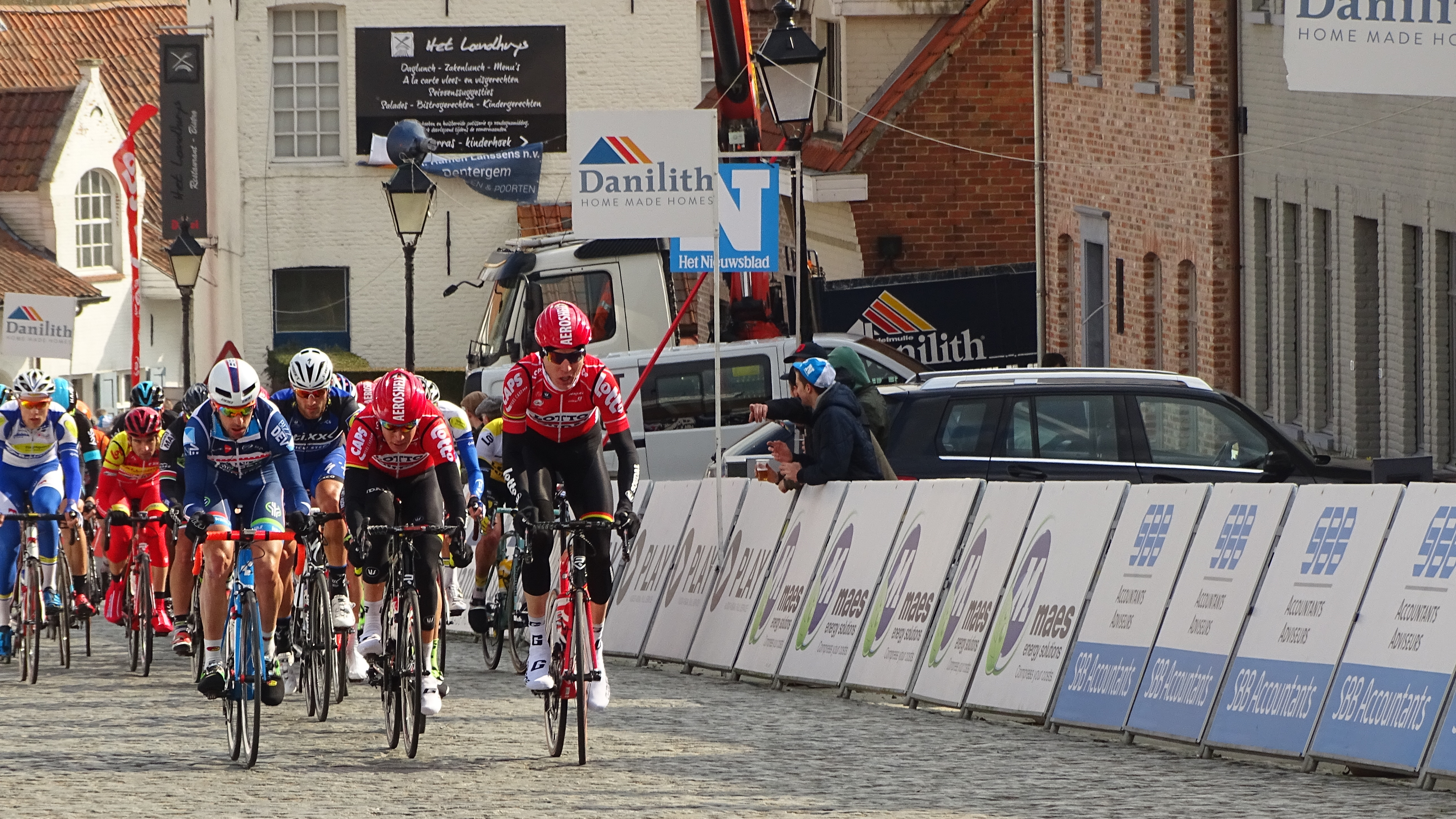
Le Nokereberg sur l'arrivée de la Nokere Koerse 2016